# Taxitheliella richardsii
Taxitheliella richardsii là một loài rêu thuộc họ Sematophyllaceae. Đây là loài đặc hữu của Malaysia. Môi trường sống tự nhiên của chúng là rừng khô nhiệt đới hoặc cận nhiệt đới. Chúng hiện đang bị đe dọa vì mất môi trường sống.